# Prionospio marsupialia
Prionospio marsupialia är en ringmaskart som beskrevs av Blake 1996. Prionospio marsupialia ingår i släktet Prionospio och familjen Spionidae. Inga underarter finns listade i Catalogue of Life.